# 松成保太郎
松成 保太郎（まつなり やすたろう、生没年不詳）は明治時代の地本問屋である。

## 来歴
明治20年代に浅草区茅町2丁目5番地において地本問屋を営業している。おもに4代目歌川国政、右田年英、小林幾英の錦絵を出版している。

## 作品
- 4代目歌川国政 「川上演劇日清戦争」 大判3枚続 明治27年
- 小林幾英 「日清豊嶌海戦帝国大勝利図」 大判3枚続 明治27年
- 右田年英 「台湾人民降参之図」 大判3枚続 明治28年